# Laurence Zitvogel
Laurence Zitvogel (geb. 25. Dezember 1963 in Suresnes, Département Hauts-de-Seine) ist eine französische Onkologin.

## Leben und Wirken
Laurence Zitvogel absolvierte ihr Medizinstudium von 1987 bis 1992 an der Universität Paris V und promovierte dort in klinischer Onkologie. Von 1992 bis 1995 arbeitete sie als Junior Associate am Krebsforschungsinstitut der University of Pittsburgh in den USA. 1995 bis 2003 war sie am Institut Gustave Roussy in Villejuif bei Paris tätig, seit 2003 als Professorin. Seit 2005 leitet sie dort die Forschungsgruppe Tumorimmunologie und Immuntherapie. Daneben hat sie eine Professur für Immunologie und Biologie an der Universität Paris-Süd inne. Die Bedeutung ihrer Arbeit schlägt sich in über 450 Publikationen sowie zahlreichen Auszeichnungen nieder. Sie hat (Stand Juli 2018) einen h-Index von 114.
Sie ist mit dem Molekularbiologen Guido Kroemer verheiratet.
In ihrer Forschung geht Zitvogel der Frage nach, wie das Immunsystem die Entstehung und Behandlung von Krebs beeinflusst. Sie entwickelte das Konzept des immunologischen Zelltodes und konnte zeigen, dass Chemo- und Strahlentherapie sowie die Hemmstoffe bestimmter Enzyme erst durch das Immunsystem eine tumorbekämpfende Wirkung entfalten können. Aufgrund ihrer Entdeckung, dass Darmbakterien die körpereigene Immunreaktion gegen Krebszellen auch außerhalb des Darms fördern, konnten neue Behandlungskonzepte in der Krebstherapie entwickelt werden. In ihrer aktuellen Forschung untersucht sie den Zusammenhang zwischen dem menschlichen Mikrobiom und neu entwickelten Immuntherapien, die die körpereigene Abwehr gegen den Krebs unterstützen.
2017 wurde sie zum Mitglied der Academia Europaea gewählt.

## Auszeichnungen (Auswahl)
- 2005 Prix Charles Oberling (Académie des Sciences, France)
- 2007 Prix Gallet & Breton Prize (Académie des Sciences, France)
- 2008 Chevalier de la Légion d’honneur (Ministère de la Recherche, France)
- 2011 Prix Raymond Rosen FRM
- 2017 Charles Rodolphe Brupbacher Preis
- 2018 Jakob-Herz-Preis (Medizinische Fakultät der Friedrich-Alexander-Universität Erlangen-Nürnberg)
- 2018 InBev-Baillet Latour Health Prize
- 2019 Léopold-Griffuel-Preis

## Veröffentlichungen (Auswahl)
- mit M. Vétizou und R. Daillère: Gut microbiota and efficacy of cancer therapies. In: Biol Aujourdhui. Band 211, Nr. 1, 2017, S. 51–67. doi:10.1051/jbio/2017009. (französisch).
- mit J. M. Pitt u. a.: Fine-Tuning Cancer Immunotherapy: Optimizing the Gut Microbiome. In: Cancer Res. Band 76, Nr. 16, 15. Aug 2016, S. 4602–4607. doi:10.1158/0008-5472.CAN-16-0448. (englisch).
- mit J. M. Pitt u. a.: Mechanisms to Immune-Checkpoint Blockade in Cancer: Tumor-Intrinsic and -Extrinsic Factors. In: Immunity. Band 44, Nr. 6, 21. Juni 2016, S. 1255–1269. doi:10.1016/j.immuni.2016.06.001. (englisch).